# Azrieli Center Triangular Tower
Azrieli Center Triangular Tower (hebr. מגדל עזריאלי המשולש) – biurowiec w osiedlu Ha-Kirja we wschodniej części miasta Tel Awiw, w Izraelu.

## Historia

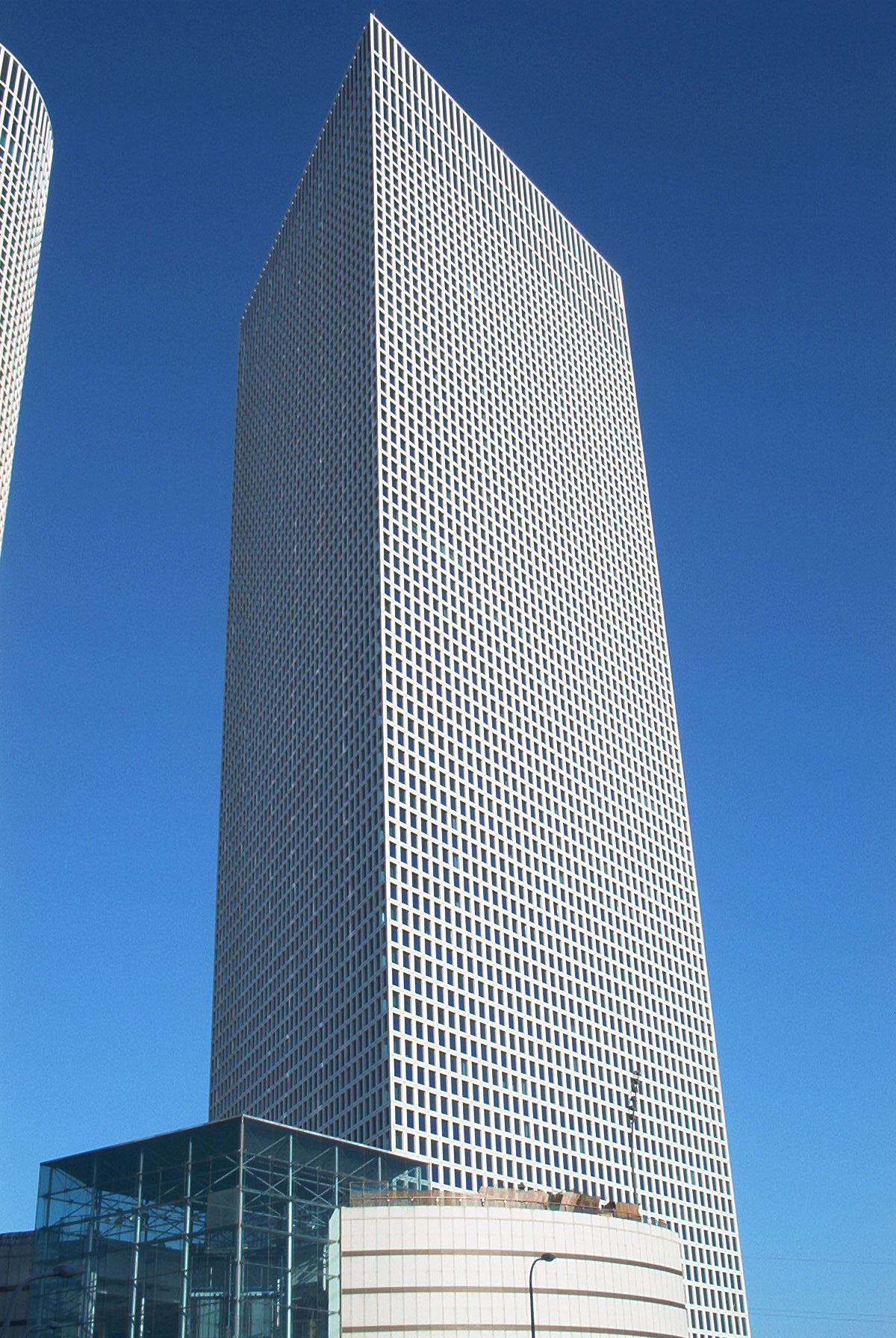
Azrieli Center Triangular Tower

W 1996 rozpoczęto budowę Centrum Azrieli, wchodzącego w skład Północnej Strefy Biznesowej HaKirya. Budowę wieżowca ukończono w 1999.

## Dane techniczne
Budynek ma 46 kondygnacji i wysokość 169 metrów. Podstawa budynku ma kształt trójkąta równobocznego. Cały budynek ma kształt graniastosłupa trójkątnego. Obwód wieży wynosi 171 metrów.
Wieżowiec wybudowano w stylu architektonicznym określanym nazwą postmodernizmu. Wzniesiono go z betonu. Elewacja jest wykonana z granitu, szkła i paneli aluminiowych w kolorach białym i granatowym.

## Wykorzystanie budynku
W podstawie budynku umieszczono centrum handlowe z licznymi restauracjami, kawiarniami i kinem. W podziemiach znajduje się parking samochodowy. Sam wieżowiec jest wykorzystywany jako luksusowy biurowiec oferujący przestrzeń biurową pod wynajem. 13 pięter zajmuje firma telekomunikacyjna Bezeq.
Budynek jest oświetlony w nocy.